# Livermorium
Livermorium (tidl. også eka-polonium) er det 116. grundstof i det periodiske system, med det kemiske symbol Lv: Dette radioaktive stof findes ikke i naturen, men kan syntetiseres i uhyre beskedne mængder ad gangen i laboratorier. IUPAC har tildelt navnet livermorium for at hædre Lawrence Livermore National Laboratory i Californien.

## Egenskaber
I skrivende stund har man kun fremstillet ganske få atomer af livermorium, så der venter endnu en del undersøgelser af dette stofs kemiske egenskaber.

## Fremstilling af livermorium
Som med andre tilsvarende tunge grundstoffer skabes livermorium i en kollision mellem to grundstoffer; ioner af et relativt let grundstof accelereres mod en "skydeskive" af et tungere grundstof: Herved skabes enten direkte en livermorium-atomkerne, eller et andet tungt grundstof som siden kan henfalde til livermorium.

## Historie
Den 9. juli 2000 lavede forskere fra det Forenede institut for kerneforskning i Dubna i Rusland et kollisionsforsøg med isotoperne 48Ca og 248Cm, hvorved de skabte ét livermorium-atom. De offentliggjorde deres opdagelse i december samme år; de mente oprindeligt at have fremstillet isotopen 292Lv, men det har senere vist sig at der var tale om 293Lv. Ved en senere gentagelse af forsøget i april-maj 2001 lykkedes det at fremstille yderlige to livermorium-atomer.

## Isotoper af livermorium
Man kender fem isotoper af livermorium, hvoraf 293Lv har den længste halveringstid; blot 61 millisekunder.